# Sima (géologie)
Pour les articles homonymes, voir Sima et Sial.
En géologie, le sima est le nom proposé par Eduard Suess pour désigner la couche inférieure de la croûte terrestre composée principalement de silicates de magnésium.
Le mot sima est formé par l'union des premières lettres des deux éléments chimiques silicium (Si) et magnésium (Mg).
Aujourd’hui, on a plutôt tendance à appeler le sima la croûte océanique.